# جمعية مالكي المنازل

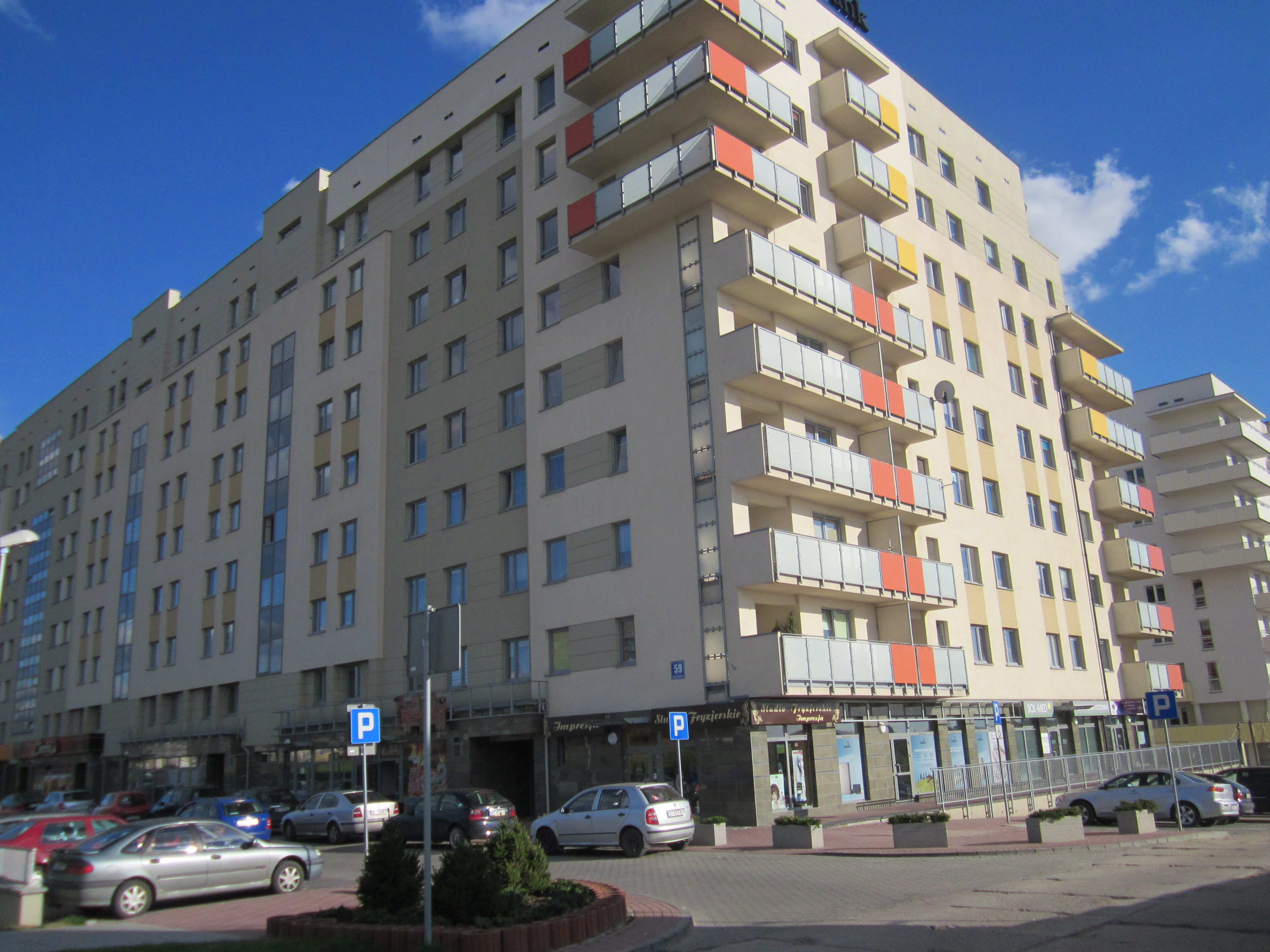

جمعية مالكي المنازل، التي يُشار إليها أحيانًا باسم جمعية مالكي العقارات، هي جمعية خاصة يؤسسها مطورو العقارات غالبًا بغرض التسويق والإدارة وبيع المنازل. ينقل المطور عادة إدارة الجمعية إلى أصحاب المنازل بعد بيع عدد محدد مسبق من الحصص. يمكن لأي شخص شراء منزل في المنطقة الخاضعة لإدارة الجمعية بشرط انضمامه إليها، ويجب عليه الامتثال للوثائق الحاكمة، بما في ذلك مواد التأسيس والعهود والشروط والقيود واللوائح الإدارية التي قد تحد من خيارات المالك.
تُدمج معظم جمعيات مالكي المنازل، وتخضع لقوانين الولاية التي تحكم الشركات غير الربحية وجمعيات مالكي المنازل. يُطبّق الإشراف الحكومي على جمعيات مالكي المنازل بالحد الأدنى، ويختلف من ولاية إلى أخرى. تتميز بعض الولايات مثل فلوريدا وكاليفورنيا بمجموعة كبيرة من قوانين الجمعية، ولا تملك الولايات الأخرى (مثل ماساتشوستس) هذه القوانين. تواجدت جمعيات مالكي المنازل عادة في التطويرات السكنية منذ إقرار قانون تطوير المصالح المشتركة لديفيز-ستيرلنغ في عام 1985.

## التاريخ
تأسست جمعيات مالكي المنازل لأول مرة بواسطة مطوري الأراضي في الولايات المتحدة في منتصف القرن التاسع عشر. بقي نموهم محدودًا حتى عام 1960، وذلك عندما أدت عدة عوامل إلى فترة من النمو الوطني السريع. شجعت الهيئة الفيدرالية للإسكان والمعهد الحضري للأراضي التطوير السكني في الضواحي على نطاق واسع، وذلك منذ أن سهّل بناء الطرق السريعة الانتقال من المناطق الخارجية إلى المدن. لطالما كان هناك تفضيل اجتماعي كبير للتحكم في الجودة المعمارية والحفاظ عليها في التطورات. انخفضت مساحة الأراضي المتوفرة بالقرب من المراكز التجارية، وارتفعت تكاليف البناء، ما زاد من الاهتمام في التطوير والادخار على نطاق واسع، وتغيرت قواعد التأمين الفيدرالية على الرهن العقاري لتشمل التعاونات والوحدات السكنية، بالإضافة إلى مثل هذه التطورات المخطط لها التي تسيطر عليها جمعيات مالكي المنازل.
وُضعت العهود والقيود المبكرة للسيطرة على الناس الذين يمكنهم شراء المنازل في منطقة الجمعية. استبعد الأمريكيون الأفارقة واليهود والآسيويين في الساحل  الغربي، وذلك في الفترة المبكرة ما بعد الحرب العالمية الثانية. على سبيل المثال، نص العهد العنصري في أحد أحياء سياتل في واشنطن على أنه «لا يجوز على أي عبري أو أي شخص من الإثيوبيين أو الملايو أو أي عرق آسيوي مطلقًا استخدام أي جزء من الممتلكات المذكورة أو السكن فيها». قضت المحكمة العليا للولايات المتحدة في عام 1948 بأن مثل هذه العهود غير قابلة للتنفيذ في قضية شيلي ضد كريمر، ولكن أبقتها العقود الخاصة على قيد الحياة حتى حظر قانون الإسكان العادل لعام 1968 هذا التمييز. يزعم البعض أنهم ما زالوا متأثرين بالتمييز من خلال طلب موافقة المستأجرين والمالكين الجدد.
تأثر الانفجار الذي حدث في نسبة تطورات المصالح المشتركة (التي اعتمد الكثير منها على جمعيات مالكي المنازل) بشدة من خلال منشور صدر عام 1964 من قبل معهد الأراضي الحضرية، وذلك وفقًا لدونالد ستابيل. موّلت الرابطة الوطنية لبناة المنازل وبعض الوكالات الفيدرالية هذه النشرة الفنية، وذلك مثل إدارة الإسكان الفدرالية ودائرة الصحة العامة بالولايات المتحدة ومكتب الدفاع المدني وإدارة المحاربين القدامى وإدارة التجديد الحضري.
وافقت إدارة الإسكان الفدرالية على تأمين الرهن العقاري الفيدرالي حصريًا للعمارات السكنية أو المنازل في التقسيمات الفرعية الخاضعة لجمعية مالكي منازل مؤهلة في عام 1963. تجلّى السبب الجوهري في نية المطورين بالالتفاف حول قوانين الكثافة، وتجسّد التأثير في تحويل الاستثمار عن الإسكان متعدد الأسر وبناء المنازل أو تجديدها في المدن الداخلية. أدى هذا إلى تسريع خروج الطبقة الوسطى إلى الضواحي وإلى الإسكان ذي المصلحة المشتركة. أدى التوسع السريع في الطرق السريعة المدعومة فيدراليًا بموجب البرامج الفيدرالية إلى تسهيل الوصول إلى مناطق جديدة.

## صناعة
معهد الجمعيات المجتمعية هو جمعية تجارية للأفراد والشركات التي تبيع اللوازم أو الخدمات إلى جمعيات مالكي المنازل، ويديرها المحامون ومديرو جمعيات مالكي المنازل. لا يمثل المعهد جمعيات مالكي المنازل، وهو يضغط على الهيئات التشريعية في الولايات التي لديها منظمات حقوقية من أجل تعزيز التشريعات المفيدة لأعضائه، ويعارض القوانين التي من شأنها أن تضر أعضاءه.

## عملية
يمكن أن تكون عضوية الجمعية في بعض الأحيان طوعية، ولكن في معظم الحالات تكون العضوية إلزامية. يصبح المالك الذي يشتري عقارًا داخل المجمع السكاني عضوًا إلزاميًا في جمعية مالكي المنازل، ويتوجب عليه دفع كل ما يترتب عليه ماديًا والالتزام بقوانين الجمعية. يُسمح للمالك أو للعضو بالمشاركة في إدارة الجمعية واستخدام وسائل الراحة التي تقدمها بشرط أن تكون موجودة على المستحقات المالية أو على خطة دفع معينة لتصبح حالية. تنتهي عضوية المالك في الجمعية ويفقد جميع حقوقه التي كان يتمتع بها إذا باع أو نقل ملكية العقار الذي يملكه في المجمع السكني.

### مجلس الإدارة
يدير جمعية مالكي المنازل مجلس إدارة. يتألف مجلس الإدارة في البداية من أعضاء معينين من قِبل المطورين، وذلك للحفاظ على طابع المجتمع الذي يمتلكه المطور. تنتقل النسبة المئوية للملكية من المطور إلى المالكين، وتتغير النسبة المئوية المقابلة من الأعضاء المعينين من قِبل المطور إلى مالكي المنازل المنتخبين في اجتماع سنوي، ويتألف مجلس الإدارة في النهاية فقط من أعضاء منتخبين من مالكي المنازل. يُنتخب مجلس الإدارة (أو جزء منه) عادة في اجتماع سنوي للمالكين كما هو محدد في اللوائح الإدارية للجمعية.
يُمكن أن تُعقد اجتماعات مجلس الإدارة بشكل مفتوح أمام العامة، باستثناء الاجتماعات التي يجتمع فيها مجلس الإدارة لإجراء جلسة تنفيذية لمناقشة المسائل السرية، كالاجتماع مع المحامي للمناقشات المتعلقة بدعوى قضائية قادمة.
يتخذ مجلس الإدارة قرارات متعلقة بالجمعية، بما في ذلك إدارة الشؤون المالية وحماية الأصول الحقيقية وغير المادية (مثل وسائل الراحة المقدمة التي كانت أساسًا لحث الناس على شراء العقارات) وفرض الوثائق الحاكمة. تملك مجالس الإدارة واجبًا ائتمانيًا تجاه مالكي العقارات. يؤثر انتهاك هذا الواجب على مسؤولية أعضاء مجلس الإدارة الفرديين، وتتبع الجمعية دستورًا أخلاقيًا تطبقه على أعضاء المجلس لضمان تصرفهم بشكل أخلاقي ووفقًا لمسؤولياتهم. يجب على أعضاء الجمعية قراءة العهود والشروط والقيود ومواد التأسيس واللوائح والقوانين الأخرى، من أجل الحصول على فهم واضح لمسؤوليات مجلس إدارة الجمعية.

### إدارة الجمعيات
تستأجر العديد من جمعيات مالكي المنازل (خاصة الكبيرة منها التي تملك المزيد من المرافق الراقية) شركات إدارة للتعامل مع الواجبات الحكومية للجمعية.
تنقسم خدمات الإدارة عادة إلى ثلاث فئات: المالية فقط والإدارة الكاملة والإدارة في الموقع. تغطي الخدمات المالية عادة إدارة الحسابات المصرفية وتسجيل العمليات الحسابية وجمع المستحقات وميزانية الجمعية. تشمل الإدارة الكاملة عادة الخدمات المالية بالإضافة إلى المساعدة في اجتماعات مجلس الإدارة (حفظ الدقائق وجداول الأعمال وما إلى ذلك) وانتخابات مجلس الإدارة ورسوم الصيانة. تشمل الإدارة في الموقع عادة جميع خدمات الإدارة الكاملة بالإضافة إلى المساعدة المباشرة لمالكي المنازل مع وجود مدير مفوّض للجمعية.
تختلف متطلبات التعليم للمديرين من ولاية إلى أخرى، ويتطلب البعض شهادة في ظل جميع الظروف ويكون البعض الآخر أكثر تساهلًا. على سبيل المثال، لا تطلب كاليفورنيا شهادة مديري الجمعية، ولكنها تطلب أن يستوفوا بعض المتطلبات التعليمية للمطالبة بشهادة.

## تأثير
أظهرت دراسة أجريت عام 2019 في مجلة اقتصاديات العمل أن «المنازل في مناطق جمعية مالكي المنازل لديها أسعار متوسطة لا تقل عن 4% أو 13500 دولار، وهي أكبر من المنازل الموجودة خارج مناطق الجمعية. ترتبط أقساط الجمعية بصرامة اعتماد الأراضي المحلية للوائح التنظيمية والإنفاق الحكومي المحلي على المنافع العامة ومقاييس المواقف الاجتماعية تجاه العرق».  وجدت الدراسة أيضًا أن الناس في أحياء مناطق الجمعيات «هم في المتوسط أكثر ثراءً وفصلًا عنصريًا عن أولئك الذين يعيشون في الأحياء المجاورة الأخرى».

### القواعد واللوائح التنظيمية المنطقية
يجب أن تحاول الجمعية دائمًا أن تكون منطقية بقواعدها في اتباع المبادئ التوجيهية الموحدة. ينبغي أن تبذل الجمعية قصارى جهدها لفرض القواعد بشكل موحّد ومستمر، وذلك مع مراعاة العواقب التي قد تنشأ إذا لم يُمارس هذا بشكل روتيني مثل التحذيرات والغرامات. إن تطوير القواعد فقط من أجل وجود قواعد غير ضروري. يجب على جمعية مالكي المنازل وضع القواعد فقط إذا كانت ضرورية حقًا وهادفة. تستند جميع قواعد الجمعيات إلى السلطة القانونية، وذلك إما عن طريق الوثائق الحاكمة أو قانون الولاية أو القانون المحلي. لا ينبغي للجمعية وضع قواعد للحد من أنشطة الأعضاء، فهي تحاول التأكد من استمتاع كل مقيم بمجتمع خالٍ من السلوك المهين أو الضار للآخرين، وتهدف إلى الحفاظ على نوعية الحياة في المجتمع. تحاول الجمعية وضع قواعد تشجع على الفهم والامتثال. تقع مسؤولية معرفة القواعد واتباعها على عاتق المُلاك، وإنه من الجيد تذكير السكان بمراجعة القواعد واللوائح المُعتمد عليها. ينبغي على مجلس إدارة الجمعية اتباع المتطلبات القانونية لإبلاغ مالكي المنازل بالتغييرات المترتبة على القواعد واللوائح. يجب أن يتأكد مجلس الإدارة من تبنيه سياسات عادلة ومعقولة وقابلة للتنفيذ.